# Ставок (Брестская область)
Ставо́к (бел. Ставо́к) — деревня в Пинском районе Брестской области Белоруссии. Административный центр Ставокского сельсовета. Население — 348 человек (2019).

## География
Ставок находится в 9 км к северу от центра Пинска. Через деревню проходит автодорога Р6 (Пинск — Ивацевичи) южнее деревни находится развязка этой дороги с магистралью М10 (Брест — Гомель). Местность принадлежит к бассейну Днепра, через деревню протекает небольшая река Меречанка, приток Ясельды. К деревне Ставок непосредственно примыкают ещё несколько небольших деревень — Красиево, Ченчицы, Новоселье и Рудавин.

## Этимология
В основе названия старобелорусский термин «став» со значение «пруд», «место у пруда».

## Население

### Численность
- 2019 год — 348 жителей

### Динамика
- 2019 год — 348 жителей (перепись населения)

## Инфраструктура
Действуют средняя школа, библиотека, амбулатория, отделение связи.

## Культура
- Вознесенская церковьДом культуры

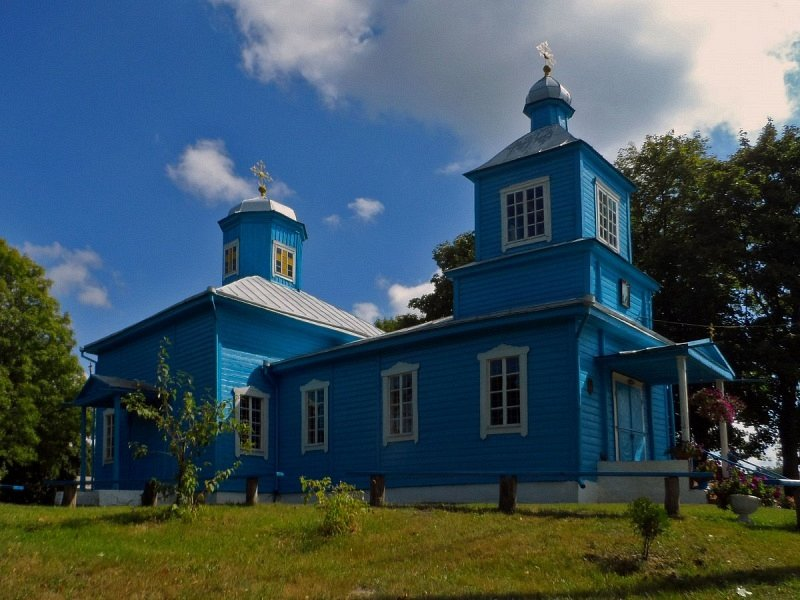
Вознесенская церковь

- Музейная экспозиция Центра творчества детей и молодёжи
- Музей ГУО «Ставокская средняя школа» Пинского района

## Достопримечательности
- Православная Вознесенская церковь. Построена в 1855 году. Памятник деревянного зодчества[5]. Церковь включена в Государственный список историко-культурных ценностей Республики Беларусь[6] —  Историко-культурная ценность Республики Беларусь, шифр 112Г000581.

### Памятник, скульптура
- Памятник землякам, погибшим в Великую Отечественную войну. В 1985 году установлен обелиск[5].
- 28 июня 2023 года открыт памятник Герою Советского Союза В. З. Коржу[7].